# ラ・ノビア (映画)
『ラ・ノビア』（スペイン語: La novia）は、2015年のスペイン映画（ドラマ）。監督はパウラ・オルティス。
原案は1933年に初演されたフェデリコ・ガルシア・ロルカの悲劇『血の婚礼』であり、1981年にはカルロス・サウラ監督が映画『血の婚礼』を撮っている。

## プロット
花婿、花嫁、レオナルドの3人は幼少期からの三角関係にある。花嫁は父親と暮らしている白い砂漠の中で花婿との結婚式の準備を行うが、花嫁はレオナルドともほどけない糸で結ばれている。式の前日、乞食が花嫁の家の扉を叩き、「お前が彼を愛していないなら結婚するな」と忠告する。花嫁は体が震え、乞食にガラスの短剣を与える。

## キャスト
- 花嫁 : インマ・クエスタ
- 花婿 : アシエル・エチェアンディア
- レオナルド : アレクス・ガルシーア
- 母親 : ルイサ・ガバサ
- 父親 : カルロス・アルバレス＝ノボア（英語版）
- 隣人 : アナ・フェルナンデス（スペイン語版）
- 乳母 : コンスエロ・トゥルヒーリョ
- レオナルドの妻 : レティシア・ドレーラ（英語版）
- 物乞い : マリーア・アルフォンサ・ロッソ
- 少女1 : マヌエラ・ベイェス
- 義母 : マリアーナ・コルデーロ

## 評価
2015年のサン・セバスティアン国際映画祭では、コンペティション部門ではなくサバルテギ部門で上映された。2016年1月29日に授賞式が開催された第3回フェロス賞では、ドラマ作品賞、監督賞、主演女優賞（インマ・クエスタ）、助演女優賞（ルイス・ガバサ）、音楽賞（梅林茂）、予告編賞と、6部門で受賞した。第30回ゴヤ賞では作品賞や監督賞を含む最多の12部門にノミネートされたが、受賞は助演女優賞（ガバサ）と撮影賞の2部門に終わった。

## 受賞とノミネート

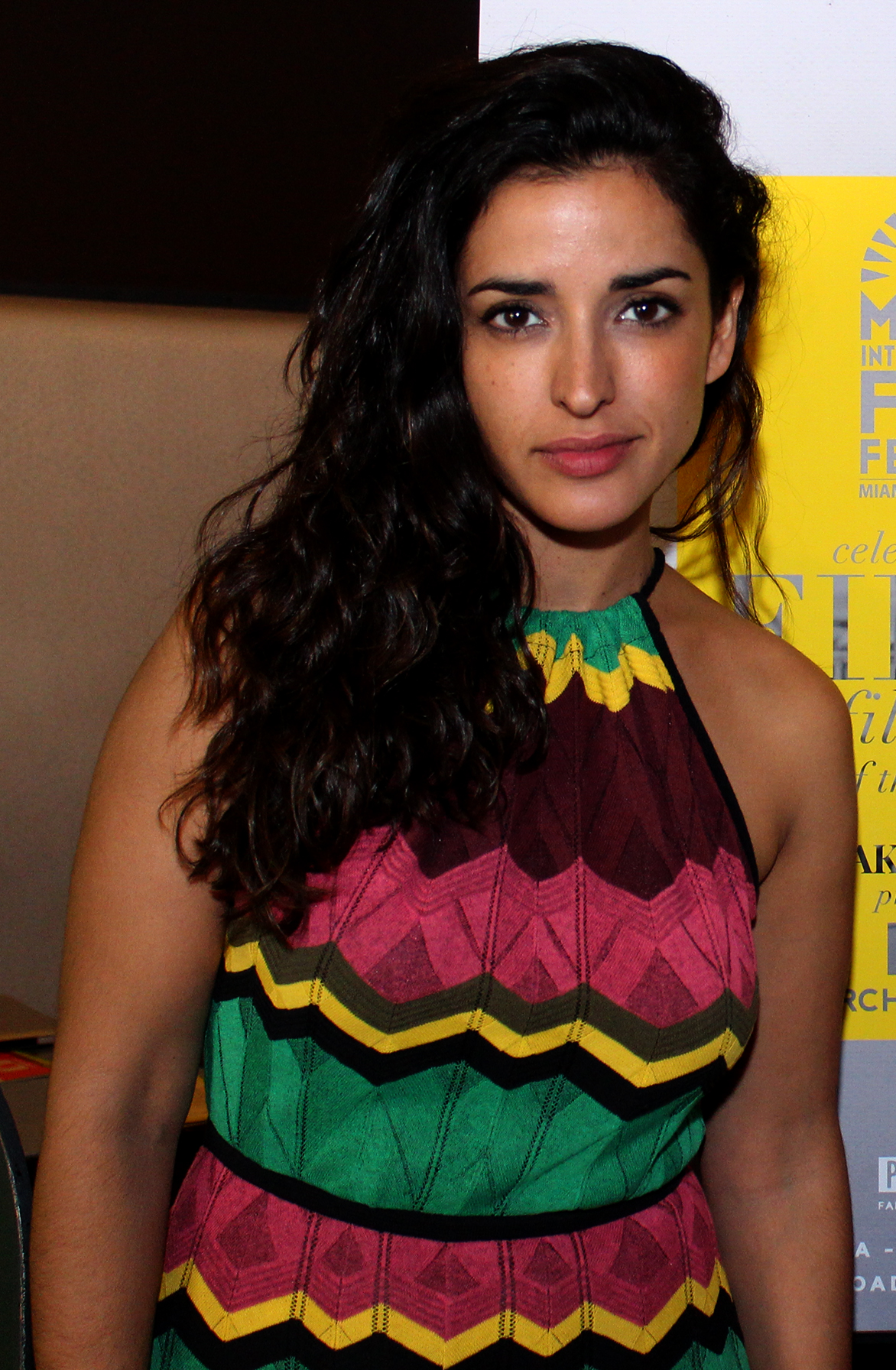
「花嫁」役のインマ・クエスタ

| 映画賞          | 部門                      | 対象                                                           | 結果       |
| --------------- | ------------------------- | -------------------------------------------------------------- | ---------- |
| 第3回フェロス賞 | ドラマ作品賞              | ドラマ作品賞                                                   | 受賞       |
| 第3回フェロス賞 | 監督賞                    | パウラ・オルティス                                             | 受賞       |
| 第3回フェロス賞 | 脚本賞                    | パウラ・オルティス ハビエル・ガルシーア・アレドンド            | ノミネート |
| 第3回フェロス賞 | 主演女優賞                | インマ・クエスタ                                               | 受賞       |
| 第3回フェロス賞 | 助演男優賞                | カルロス・アルバレス＝ノボア                                   | ノミネート |
| 第3回フェロス賞 | 助演女優賞                | ルイサ・ガバサ                                                 | 受賞       |
| 第3回フェロス賞 | 音楽賞                    | 梅林茂                                                         | 受賞       |
| 第3回フェロス賞 | 予告編賞                  | 予告編賞                                                       | 受賞       |
| 第3回フェロス賞 | ポスター賞                | ポスター賞                                                     | ノミネート |
| 第30回ゴヤ賞    | 作品賞                    | 作品賞                                                         | ノミネート |
| 第30回ゴヤ賞    | 監督賞                    | パウラ・オルティス                                             | ノミネート |
| 第30回ゴヤ賞    | 脚色賞                    | パウラ・オルティス ハビエル・ガルシーア・アレドンド            | ノミネート |
| 第30回ゴヤ賞    | 主演男優賞                | アシエル・エチェアンディア                                     | ノミネート |
| 第30回ゴヤ賞    | 主演女優賞                | インマ・クエスタ                                               | ノミネート |
| 第30回ゴヤ賞    | 助演女優賞                | ルイサ・ガバサ                                                 | 受賞       |
| 第30回ゴヤ賞    | 新人男優賞                | アレクス・ガルシーア                                           | ノミネート |
| 第30回ゴヤ賞    | 撮影賞                    | ミゲル・アンヘル・アモエド                                     | 受賞       |
| 第30回ゴヤ賞    | 美術賞                    | ヘスース・ボスケッド・マテ ピラール・キンターナ                | ノミネート |
| 第30回ゴヤ賞    | 音響賞                    | クレメンス・ルグリッチ セサル・モリーナ イグナシオ・アレーナス | ノミネート |
| 第30回ゴヤ賞    | メイキャップ&ヘアメイク賞 | エッシャー・ギリェム ピラール・ギリェム                        | ノミネート |
| 第30回ゴヤ賞    | 作曲賞                    | 梅林茂                                                         | ノミネート |